# 原村
原村（日语：／ Hara mura */?）為位于長野縣諏訪郡的一村。